# Reichsbanner des Heiligen Römischen Reiches

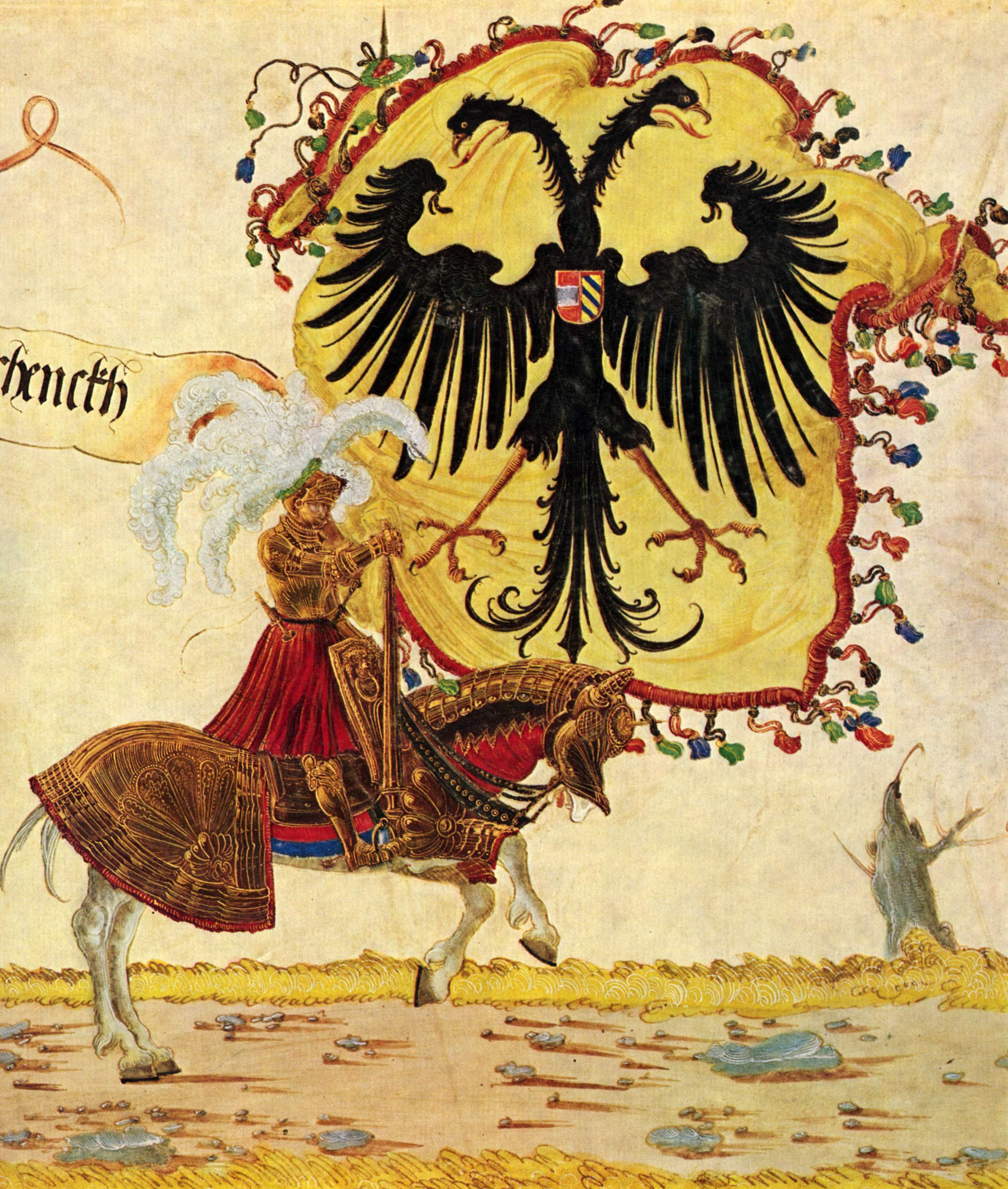
Albrecht Altdorfer, um 1513–1515: Triumphzug Kaiser Maximilians. Detail: Reichsbanner und Reichsschwert.

Das Reichsbanner, auch Reichsfahne oder Reichsstandarte, die Fahne als Insigne, und die Flaggenfarben Schwarz-Gold und Wappenbilder (schwarz-goldener Adler, silber-rotes Kreuz) des Heiligen Römischen Reichs, sind seit Kaiser Heinrich VI. († 1197) bezeugt.
Als Heer- oder Sturmfahne war dieses Banner – in Form einer Standarte – unmittelbar mit dem Königtum verbunden, denn das Reich war dem König anvertraut, und allein der König konnte den Reichskrieg erklären; sie war also ein Symbol des Reichsrechts. Sie galt als des riches warzeichen, wurde sogar als das heilig reich bezeichnet. Trat der König nicht persönlich als Heerführer auf, so übertrug er des reichs pannyr dem Befehlshaber, den er mit dieser Aufgabe betraute.

## Das Reichsbanner
Den Res Gestae Saxonicae Widukinds von Corvey zufolge waren bereits unter Heinrich I. und Otto dem Großen Heerfahnen mit dem Erzengel Michael in Gebrauch, der als Anführer der himmlischen Heerscharen und als Bezwinger Satans seit 819 Patron des Karolingerreiches und später des Ostfrankenreiches war.

### Reichsfahne: Silbernes Kreuz auf Rot

12. Jh.– um 1350
Reichsbanner

Nachdem geschlossene Helme die Kennzeichnung von Kombattanten notwendig gemacht hatten, entstand in der Kreuzzugszeit um das 12. Jahrhundert zur Unterscheidung von anderen Kreuzfahrerkontingenten die Reichsfahne, ein silbernes (weißes) Kreuz auf rotem Grund, manchmal auch mit einem Wimpel versehen. Da der Kaiser bereits den Adler benutzte, lag eine Verwendung des Kreuzbanners nahe, zumal der heilige Michael häufig mit solch einer Fahne oder einem Schilde dargestellt wurde. „Mit Rechte soll des Rîches van / das kriuce tragen“ (Wolframs von Eschenbach Willehalm 332, 22–23), im Kreuz drückt sich ebenfalls die sakrale Dimension und Anspruch des Reiches als Sacrum Imperium aus.
Sie wurde als Heerfahne des Königtums für den Reichskrieg vom König oder Befehlshaber geführt (in diesem Sinne ist von ihr im Rolandslied die Rede) und galt als „des richs warzeichen“ (Otacher). Sie war Inbegriff des Reiches und herrschaftliches Symbol im Besitz des Königs wie Insignien und Reich selbst, konnte aber auf Bitten der Stände beim Krieg gegen Landfriedensbrecher vom Herrscher an sie übersandt werden. So übergab Sigismund das Reichsbanner 1415/1423 den Eidgenossen beim Kampf gegen das geächtete Habsburg. Diese entzogen sich zwar zunehmend dem Reich, führten das Banner jedoch auch nach Unabhängigkeit vom Reich in Form des Schweizerkreuzes weiter. Ein 1515 entstandenes Lied des Luzerners Hans Wik gibt davon Zeugnis: Schweiz das thun ich loben, ei sie thuend den ehren gleich, wo sie ziehend in das felde, so führend sie das heilig reich. Darüber hinaus könnte auch die dänische Flagge ihren Ursprung oder ein Vorbild in der Reichsfahne gehabt haben.
Mit der Zeit wurde das Kreuzbanner des Reiches vom Adlerbanner des Herrschers verdrängt. Das Bewusstsein, dass die Kreuzfahne die eigentliche Reichsfahne sei, war jedoch auch Mitte des 15. Jahrhunderts noch nicht geschwunden. So bestimmt der Frankfurter Abschied zum Türkenzug 1454 noch: „Das keyserliche here [soll] under den Banern des heyligen krewtzes des Reiches“ aufgeboten werden. 1683 wird das Reichsbanner bei der Entsetzung Wiens letztmals gebraucht.
|  | Auf Rot das silberne Kreuz als Sturmfahne (vexillologische Darstellung eines Banners (Standarte) mit Wimpel) |

### Königsfahne: Schwarzer Adler auf Gold

Königs-/Kaiserfahne im 14. Jahrhundert

1400–1806
Königs-/Kaiserfahne
(die modernere Form mit dem doppelköpfigen nimbierten Adler)

Die Königsfahne zeigt einen schwarzen Adler mit rotem Gewaff auf goldenem Grund. Der Adler findet sich seit Friedrich Barbarossa im 12. Jahrhundert.
Das älteste bildliche Zeugnis dafür findet sich im Codex Balduini. Der Gebrauch zweier unterschiedlicher Fahnen für Herrscher und Reich verweist auf eine charakteristische Besonderheit des Heiligen Römischen Reiches: das Nebeneinander von König/Kaiser und Reich. Wie König und Reich treten die Flaggen und Farbenkombinationen in einen Dualismus: Albrecht und Adolf traten in ihrer Schlacht gegeneinander beide in schwarz-gold gerüstet an, ihre Sturmfahnen entsprachen jedoch dem Reichsbanner rot mit weißem Kreuz.
Da der Adler ursprünglich das Königtum symbolisierte, also ein Königsadler war, ist die Bezeichnung ‚Reichsadler‘ strenggenommen falsch. Im Laufe des 14. Jahrhunderts wird der Adler jedoch nicht mehr als exklusives Symbol des Königtums, sondern als Reichswappen (Reichsadler) wahrgenommen. Ein Augsburger Chronist schreibt anlässlich des Begräbnisses Karls IV. vom Gebrauch der Herrschaftszeichen: „darnach der schwartz adler des richs in einem guldin veld … darnach fuert man den fan des hailgen richs, ain wizz crütz mit ainem langen zagel in ainem rotten veld uff ainem verdackten ros.“
Nachdem das Adlerwappen auch als Reichswappen wahrgenommen wurde, beginnen die Unterschiede zwischen beiden und den Farben zu verschwimmen. Der konkurrierende Dualismus wird 1398 heraldisch sichtbar, als die Stadt Würzburg im Städtekrieg am Rathaus den Adler des Königs anbringt und das rot-weiße Banner als Zeichen der erkämpften Unabhängigkeit flaggt. Eine eindeutige Unterscheidung gibt es in der Folgezeit nicht mehr: Im 15. Jhdt. hat man „des Reichs panier auffgeworffen und den Adler mit einem Haupt in einem kostlich gulden Vanen … fliegen lassen“
Seit König Sigismund (1433) zeigt das Banner analog zu den Veränderungen in kaiserlichen Siegeln und Wappen einen doppelköpfigen Doppeladler (bis 1806), während in den Zeichen des Königs der einköpfige Adler erhalten bleibt.
Zum Krönungszug 1452 in Rom wünscht Friedrich III. ausdrücklich nur noch das Adlerbanner, wohl um so durch Nutzung des Herrscherbanners eine engere Bindung des Reichs an den Herrscher öffentlich zu bekunden.
1488 wurde vor Gent im Feldzug die kaiserliche Doppeladlerfahne schließlich als „des Richs Houptbaner“ aufgezogen, und zum Reichstag in Worms 1495 heißt es: „Das vierd baner ist gewesen gelb mit einem swartzen Adeler des h. Romischen Richs sturm Fan.“ Damit hatte sich das Adler- vom Königsbanner zur Reichssturmfahne gewandelt und sich gegenüber dem Kreuzbanner des Reiches durchgesetzt. Lediglich ein roter Schwenkel am Adlerbanner und der Reichssturmfahne erinnerte fortan noch an das alte Kreuzbanner.
Seit Maximilian I. war es Gewohnheit, dem Reichswappen das Wappen des jeweiligen Kaisers als Herzschild aufzulegen.

## Andere wichtige Fahnen des Reiches
|  | Reichsrennfahne: Schwarz-weiß geteilt mit gekreuzten roten Schwertern. Neben der Reichsfahne (dem eigentlichen Reichsbanner) und dem Reichsschwert hatte der Reichsmarschall die Rennfahne an der Seite des Kaisers zu tragen. (hier: Wappenbanner) |
|  | Als Feldzeichen verwendet das Heer der Neuzeit seit dem 16. Jh. zusätzlich noch das Madonnenbild (hier: bayerische Madonna, Katholische Liga, Dreißigjähriger Krieg)                                                                                |

## Zeitgenössische und historisierende Abbildungen

Die Fahne
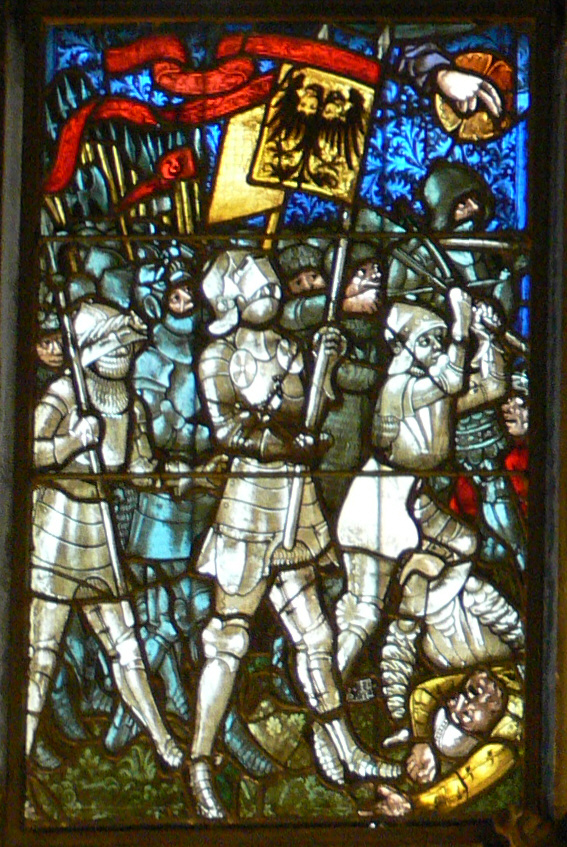
Berner Münster, Chorfenster, zw. 1441 und 1455: Ritterlicher Bannerträger (mit dem roten Wimpel, der sich aus der Kreuzfahrerfahne herleitet)
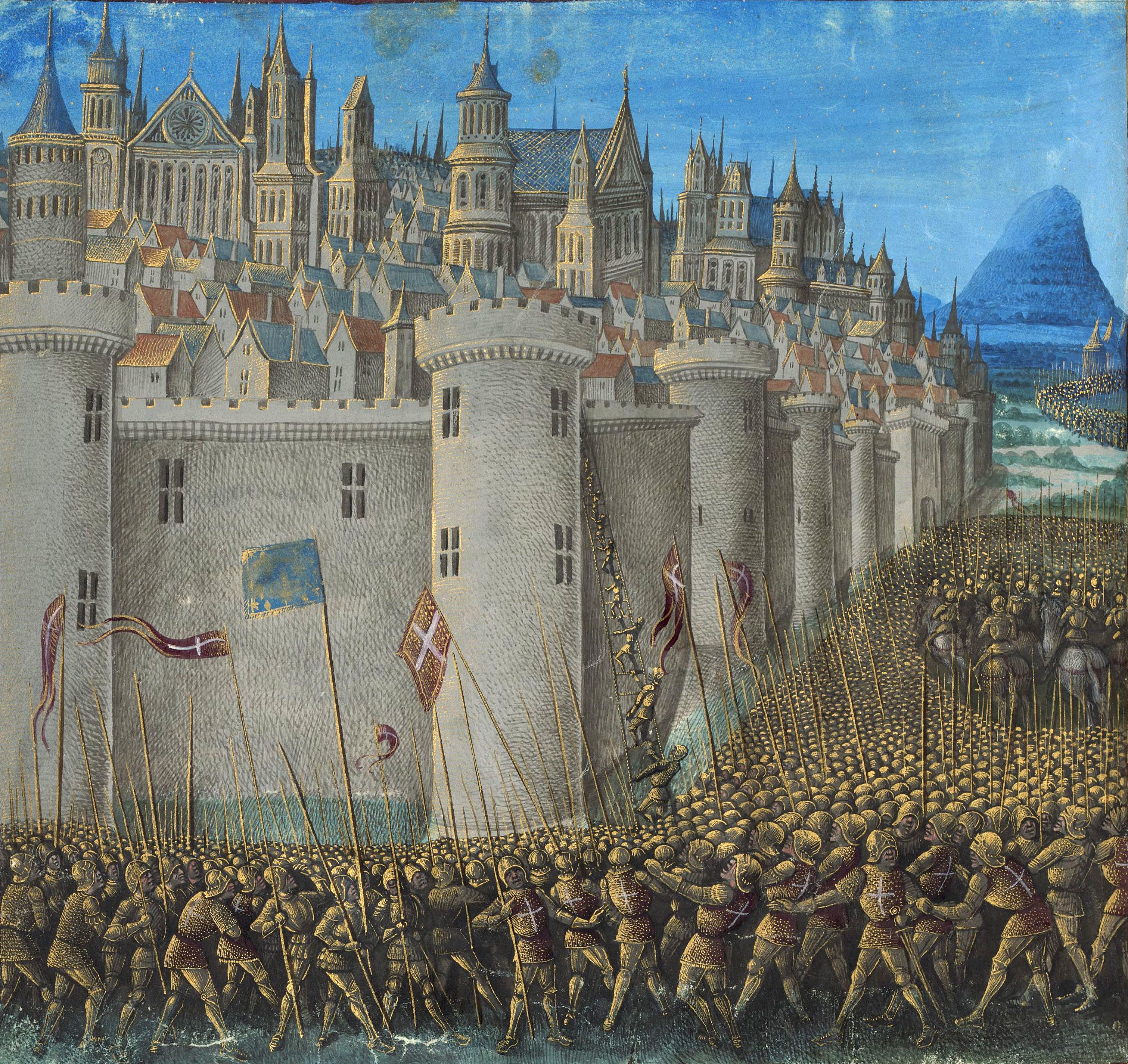
Adam Bishop, 1490: Erster Kreuzzug, Belagerung von Antiochia, mit Reichsbanner und Sturmfahnen (die Darstellung des 1. Kreuzzugs mit diesen Farben dürfte historisch nicht korrekt sein)
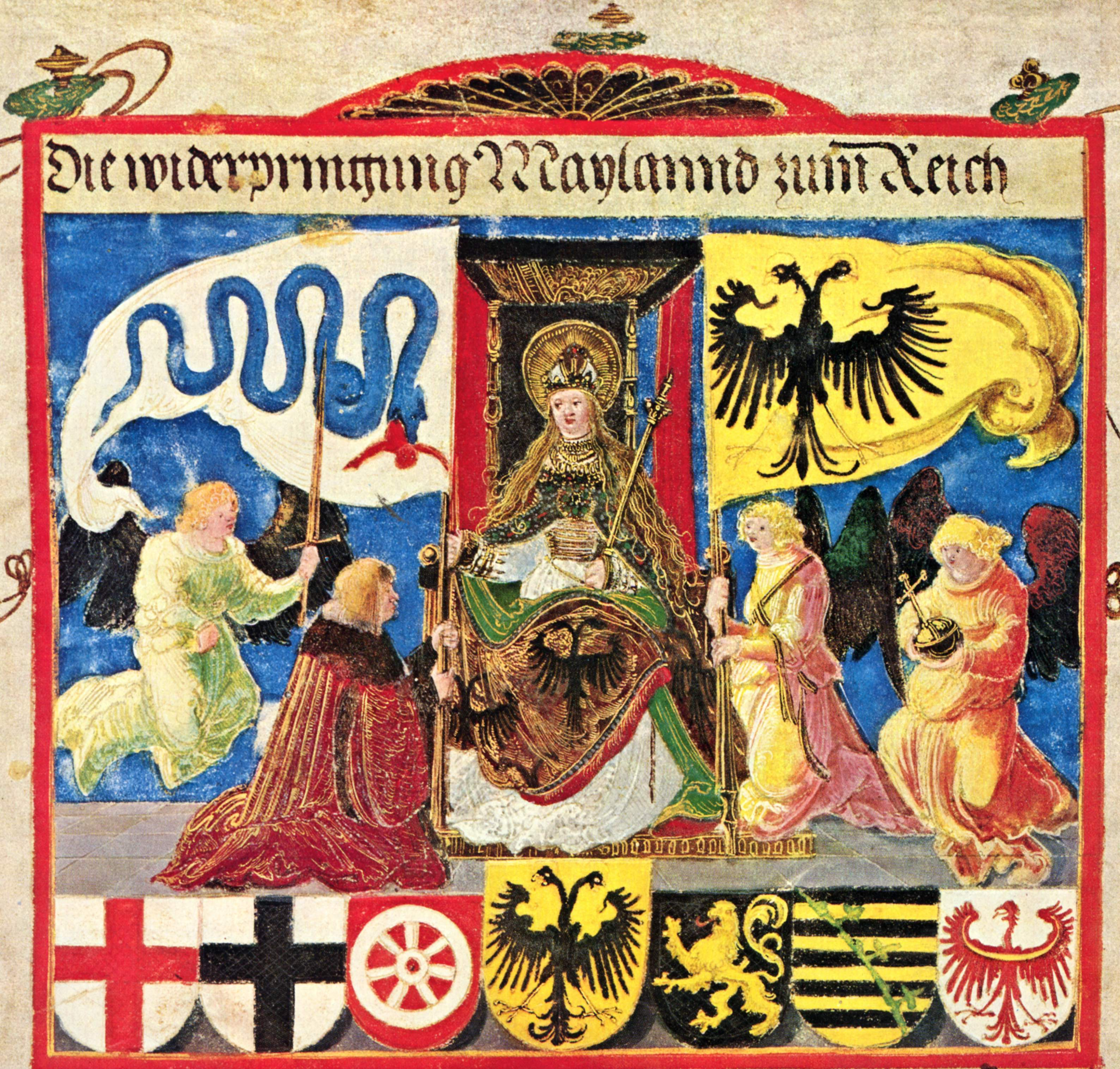
Albrecht Altdorfer: Triumphzug Kaiser Maximilians, Szene: Die Widerpringung von Mayland zum Reich, um 1513–1515: Kaiser Maximilian mit Reichsbanner und Wappen (das zweite Banner ist das der Visconti von Mailand)

als Wappen
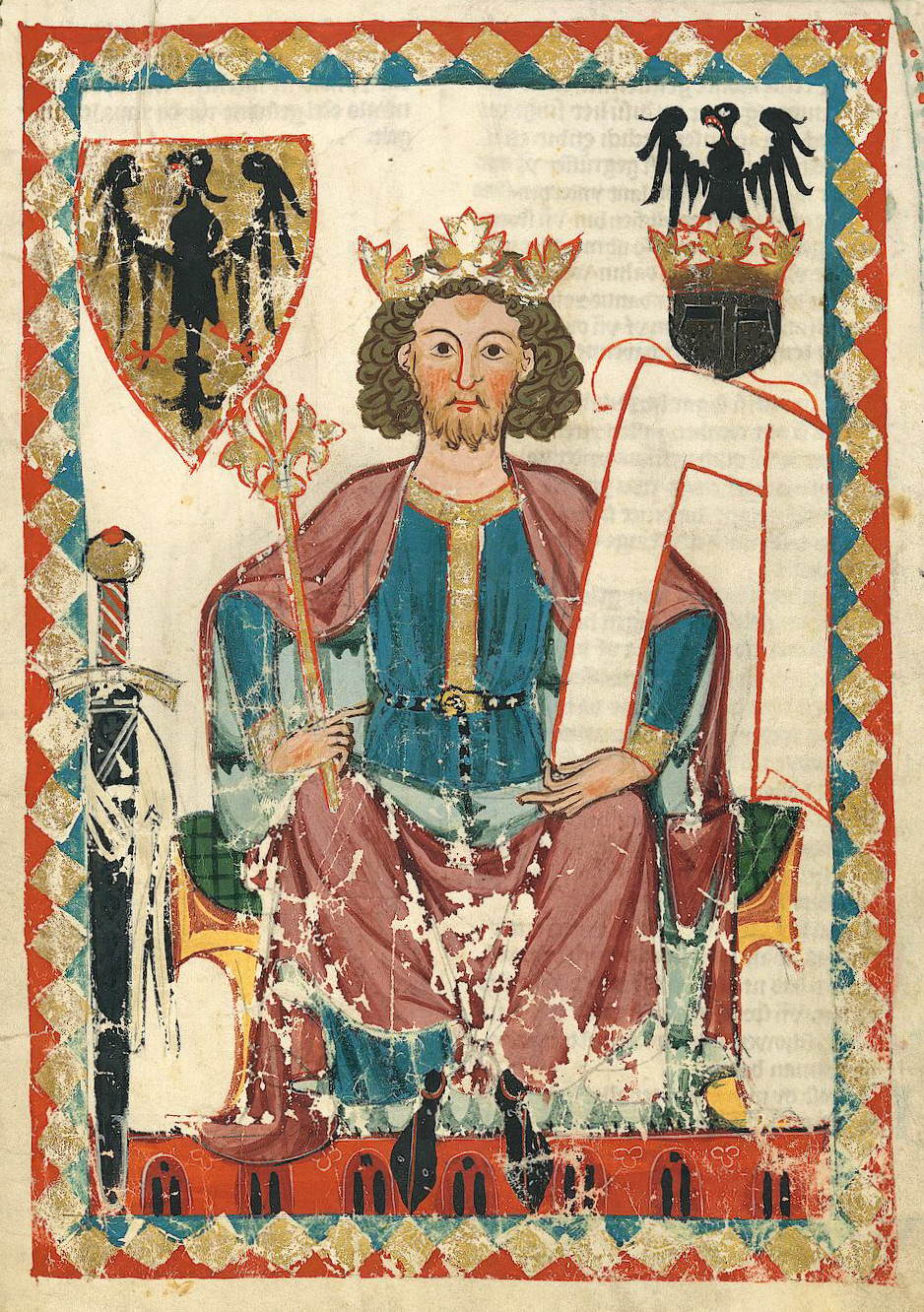
Codex Manesse, Zürich zw. 1305 und 1340, fol. 6r: Heinrich VI., mit seinem Schild und seinem Helm mit Helmzier, Schwert und Szepter
Handregistratur, um 1446.[5] Wappen von Friedrich III. als römisch-deutscher König
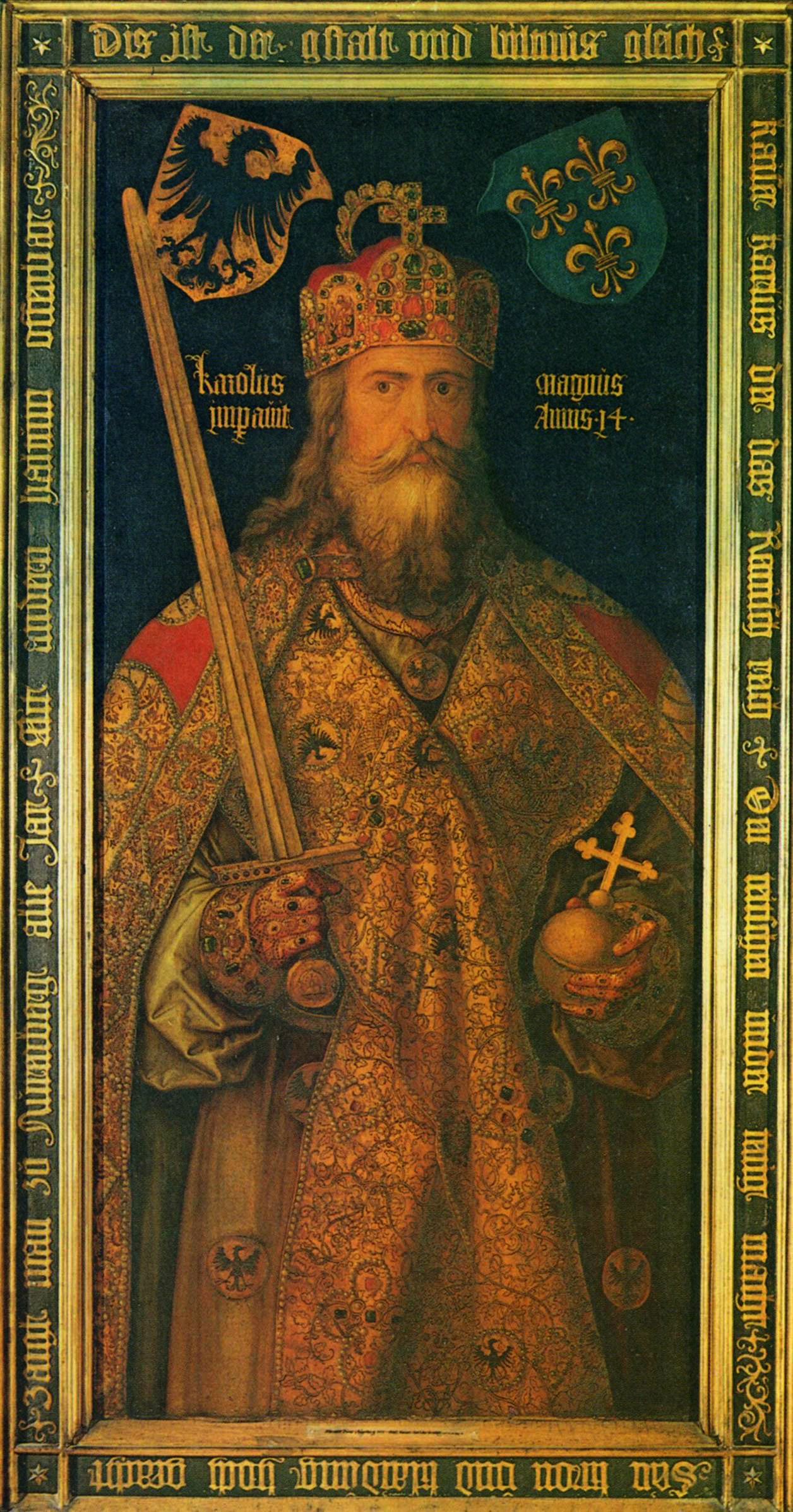
Albrecht Dürer, 1512/1514: Karolus Magnus. Mit den Reichskleinodien (1)
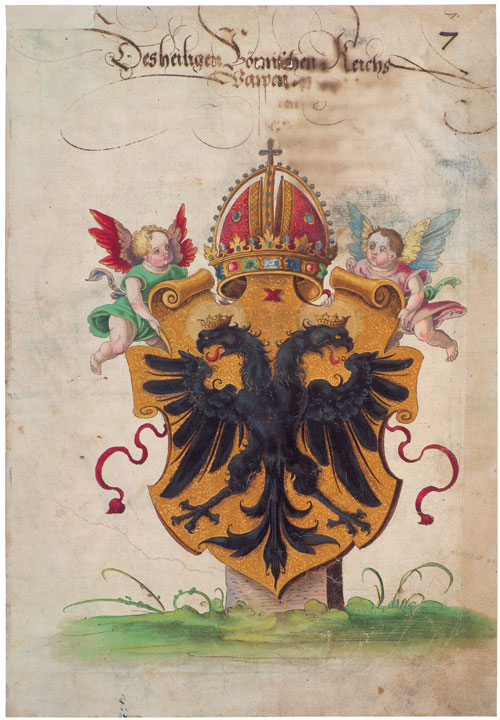
Virgil Solis, HWG, um 1540/45: Des heiligen Rœmischen Reiches Wappen. Der nimbierte „heilige“ Doppeladler

(1) Insbesondere die Adlerdalmatica und die Stola sind mit Adleraugen (Dalmatica emaillierter Besatz, Stola Stickerei) besehen.

## Heutige Verwendung

### Reichsfahne

Reichsfahne
Savoyen,[3] 12. Jh. (?)
Pisa,[3] verliehen von Friedrich I. Barbarossa, späteres 12. Jh.
Malteserorden / Johanniterorden, 13. Jh. (davon als Malteserkreuz auch: Malta[3] u. a.)
Wien, unsicher seit 1228, mit Adler seit 1327
Schweiz (Ableitung unsicher[6], vielleicht auch: Kanton Schwyz)
Flagge Dänemarks (Dannebrog), ca. 1370–1386.[7] (Ableitung unsicher[3], davon zahlreiche Ableitungen)
Danzig 14./15. Jh.[3]
Provinz Utrecht[3]

Das Rot-Weiß des Reichsbanners erfreute sich im Hochmittelalter enormer Beliebtheit, davon abgeleitet sind wohl auch die Flagge Österreichs (über den Bindenschild), die Flagge Polens und zahlreiche Stadtwappen.

### Königsfahne

Territorialwappen
Bundesrepublik Deutschland: Bundeswappen
Weimarer Republik: Reichswappen 1919–1935
Landkreis Ludwigsburg

Schwarz-Gold zeigen auch: Baden-Württemberg, Kurfürstentum Sachsen

Stadtwappen
Aachen (der alte, einköpfige Adler)
Donauwörth (nimbierter Doppeladler)
Dortmund
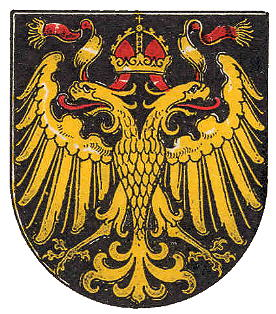
Krems an der Donau, verliehen 1463 Kaiser Friedrich der III. (invertierte Farben, auch die Stadtflagge zeigt Schwarz-Gold)
Tulln  (mit Bindenschild)
Villach (Adlerfang, 1240 ältestes Stadtsiegel Österreichs)
Nördlingen (bekrönter schwarzer staufisch-reichsstädtischer Adler)
Essen (doppelköpfiger bekronter Reichsadler)

Das schwarz-goldene Wappen findet sich zahlreich, insbesondere bei den freien Reichsstädten:
- Schwarz in Gold: Aachen, Besançon, Deventer, Donauwörth, Dortmund, Essen, Esslingen, Friedberg (Doppeladler), Genf, Goslar, Kaufbeuren (gespalten rechts), Lübeck, Markgröningen, Memmingen (gesp. re.), Nürnberg (gesp. re.), Pfullendorf, Rottweil, Tulln, Überlingen, Wimpfen; keine Reichsstädte: Cheb (geteilt oben), Villach, Triest
- Gold in Schwarz: Isny, Kempten (heute gesp. re., früher Doppeladler), Nördlingen; keine Reichsstadt: Krems

In anderen Farben ist der Reichsadler noch häufiger (z. B. Frankfurt am Main).
Das Wappen der Stadt Essen stellt heraldisch eine weltweit einmalige Besonderheit dar, nachdem Kaiser Ferdinand II. 1623 den Bürgermeister und den Rat der Stadt Essen unter seinen besonderen Schutz nahm, wurde der Stadt Essen das Recht zugesprochen den Adler ins Stadtwappen zu integrieren, weshalb es nun aus drei Elementen besteht: den beiden Wappenschilden, sowie der Krone, welche an die Äbtissin von Essen erinnern soll.